# Драконче
Дракончето (Dracocephalum thymiflorum) е едногодишно тревисто растение от семейство Устноцветни, регионално изчезнал вид за България, включен в Червената книга на България и в Закона за биологичното разнообразие.
Стъблото му е с височина около 20 – 40 cm. То е неразклонено и влакнесто. Приосновните и средните стъблови листа са яйцевидноланцетни, със сърцевидна основа, назъбени, с дълги дръжки, а горните – яйцевидни с клиновидна основа и по-къси дръжки. Цветовете му са по 6 – 12 в прешлени, образуващи връхно класовидно съцветие. Прицветниците са елиптични, заострени на върха. Чашката е тръбестозвънеста и двуустна. Венчето достига дължина 7 – 10 mm. То е двуустно и виолетово. Тичинките му са 4, разположени под горната устна. Орехчетата са тъмнокафяви и яйцевидни. Цъфти през юни – юли и плодоноси през юли – септември. Размножава се със семена.
Видът расте из рудерализирани, храсталачни места край населени места с излужени черноземи. Разпространен е в Югоизточна Европа, Сибир, Кавказ, Иран и е интродуциран в Централна Европа. В България е съобщавано наличието му в района на Добрич.